# Lamanon
Lamanon település Franciaországban, Bouches-du-Rhône megyében. Lakosainak száma 2069 fő (2022. január 1.). Lamanon Alleins, Aurons, Eyguières, Salon-de-Provence és Sénas községekkel határos.

## Népesség
A település népességének változása:
| Lakosok száma | 735  | 1377 | 1487 | 1735 | 1977 | 2031 | 2004 | 2037 | 2044 | 2069 |
|               | 1968 | 1982 | 1990 | 2006 | 2013 | 2015 | 2017 | 2019 | 2020 | 2022 |